# Ksar Asselim Ait Said
Ksar Asselim Ait Said (en arabe : قصر أسليم آيت سعيد) est un village fortifié dans la province de Midelt, région de Draa-Tafilalet au Maroc .